# CAMS 30E
Le CAMS 30 est un hydravion militaire de l'entre-deux-guerres réalisé en 1923 par les Chantiers aéro-maritimes de la Seine (CAMS). Il servit comme avion d'entraînement dans la Marine nationale française.

## Opérateurs
- France

Par le marché 432/3, la Marine nationale française commande à la CAMS vingt exemplaires du type 30E, affectés à l’école de pilotage de Berre-l'Étang où ils sont utilisés dès 1924, puis rapidement remplacés par des FBA type 17 HE2, l’appareil étant jugé dangereux à basse vitesse et les commandes trop lourdes pour une machine d’écolage.
- Pologne
- Yougoslavie

En 1924, la marine polonaise achète deux CAMS 30E pour former ses pilotes, puis la Serbie (Yougoslavie) en commande six unités. 